# Copa del Rey
Die Copa del Rey de Fútbol (deutsch Fußball-Königspokal) ist der nationale Fußball-Pokalwettbewerb für spanische Männerfußball-Vereinsmannschaften. Allerdings gibt es auch Wettbewerbe um die Copa del Rey in den meisten anderen Sportarten wie im Handball, Basketball, Rugby-Union oder Eishockey. Im spanischen Frauenfußball wird um die Copa de la Reina (Pokal der Königin) gespielt.

## Geschichte
1903 wurde die älteste nationale Fußballmeisterschaft des Landes erstmals ausgetragen, nach dem Erfolg des ersten in Spanien ausgetragenen Freundschaftsturniers 1902, der Copa de la Coronación. Diese war anlässlich der Krönungsfeierlichkeiten von Alfons XIII. vom Madrid FC organisiert und von Vizcaya de Bilbao (eine gemeinsame Mannschaft der Clubs Bilbao F.C. und Athletic Club de Bilbao) gewonnen worden.
Der erste offizielle Landespokal hieß damals noch Copa de S.M. El Rey. Nach der Ausrufung der Zweiten Republik und der Abdankung Alfons XIII. (1931) wurde der Pokal seit 1933 Copa del Presidente de la República (Pokal des Präsidenten der Republik, auch Copa de España) genannt. Während des Bürgerkriegs wurde 1937 im von republikanischen Truppen kontrollierten Teil Spaniens die Copa de España Libre (deutsch Pokal des Freien Spanien) ausgetragen, die Levante FC durch ein 1:0 gegen seinen Stadtrivalen Valencia CF gewann. Diese Pokalrunde wurde jedoch vom spanischen Fußballverband RFEF nicht als offiziell anerkannt und wurde daher in Statistiken nicht aufgeführt. Am 25. März 2023 erkannte der RFEF den Pokalwettbewerb als Copa Presidente de la República–Copa de la España Libre 1937 an. 1938 wurde kein Turnier ausgetragen. Nach dem Sieg der antirepublikanischen Partei um Francisco Franco im Bürgerkrieg wurde der Pokal 1939 als Trofeo de S.E. El Generalísimo, seit 1940 als Copa de S.E. El Generalísimo ausgespielt. Nach dem Tod Francos während der Pokalsaison 1975/76 wird der Pokal seit der Saison 1976/77 als Copa de S.M. El Rey Don Juan Carlos I ausgespielt.
Rekordsieger ist der FC Barcelona mit 32 Erfolgen. Athletic Bilbao hat den Pokal 24 Mal gewonnen, Real Madrid 20 Mal, Atlético Madrid zehnmal. Der FC Valencia war bisher achtmal erfolgreich, Real Saragossa sechsmal. Amtierender Pokalsieger ist die Mannschaft vom FC Barcelona.
1904 gewann Athletic Bilbao den Pokal, ohne dass es im Halbfinale oder im Finale ein Spiel bestritt. Im Halbfinale trat Español de Barcelona nicht an und im Finale fand sich kein Gegner, da die Madrider Vereine Real, Español und Moncloa darüber untereinander zerstritten waren.
In der Pokalsaison 2010/11 gewann Real Madrid den Pokal im Endspiel (20. April 2011) gegen den FC Barcelona in Valencia. Bei dem anschließenden Autokorso wurde die siegreiche Mannschaft, die sich auf einem offenen Doppeldeckerbus befand, frenetisch gefeiert. Auf dem Plaza de Cibeles entglitt dem Spieler Sergio Ramos die Trophäe, fiel auf die Straße und wurde vom Bus überfahren. Der Pokal zersprang in mehrere Teile und wurde von Zivilschutzkräften geborgen. Der Club erhielt eine Kopie, welche im Estadio Santiago Bernabéu ausgestellt ist. Dieser Pokal war in diesem Jahr erstmals zum Einsatz gekommen, da der FC Sevilla nach seinem Sieg 2010 die bis dato verwendete Trophäe behalten durfte.

## Modus
Das Turnier um die Copa del Rey wird seit der Saison 2019/20 im K.-o.-System ausgetragen. Zur Teilnahme sind alle Vereine der ersten beiden spanischen Ligen (Primera und Segunda División) sowie die besten Mannschaften der viergleisigen dritthöchsten Spielklasse (Segunda B) und die Meister der regionalen vierten Spielklassen (Tercera División) berechtigt. In den ersten Runden wird nur ein Spiel ausgetragen, bei dem der unterklassigere Verein das Heimrecht hat. Das Endspiel wird jedes Jahr in einem kurz vor dem Endspiel erwählten Stadion ausgetragen, jedoch überproportional häufig in Madrid.
In den Jahren 1910 und 1913 wurden zwei Turniere um die Copa del Rey ausgerichtet, jeweils eines von der Federación Española de Fútbol und eines von der Unión Española de Clubs de Fútbol. Die tatsächliche Trophäe, um die derzeit gespielt wird, ist der zwölfte Pokal seit Bestehen des Wettbewerbs. Neben der Copa de la Coronación von 1902 gingen folgende Pokale in den Besitz von Vereinsmannschaften über: der erste Pokal 1907 an Real Madrid für drei Siege in Folge, der zweite Pokal 1916 an Athletic Bilbao für drei Siege in Folge, der dritte Pokal 1928 an den FC Barcelona für fünf Siege seit 1917, der vierte Pokal 1932 an Atlétic Bilbao für drei Siege in Folge, der fünfte Pokal bzw. der nur einmal ausgespielte Trofeo del Generalísimo 1939 an den FC Sevilla, der sechste Pokal 1945 an Athletic Bilbao für drei Siege in Folge, der siebte und achte Pokal 1953 bzw. 1971 an den FC Barcelona für drei Siege in Folge bzw. fünf Siege seit 1954, der neunte Pokal 1976 an Atlético Madrid aufgrund des Regimewechsels und der Umbenennung des Wettbewerbs, der zehnte Pokal 1990 an den FC Barcelona für fünf Siege seit 1972, und der elfte an den FC Sevilla nach seinem Sieg im Jahr 2010 und einer Entscheidung des spanischen Verbandes, den Pokal nach dem Sieg der spanischen Nationalmannschaft bei der WM 2010 dem amtierenden Pokalsieger zu überlassen, obwohl Sevilla den Pokal seit 1990 erst zweimal gewonnen hatte.

## Die Endspiele im Überblick
| Saison                                                   | Datum                                     | Sieger                         | Ergebnis                          | Finalist               | Austragungsort                            |
| -------------------------------------------------------- | ----------------------------------------- | ------------------------------ | --------------------------------- | ---------------------- | ----------------------------------------- |
| 1903                                                     | 8. Apr. 1903                              | Athletic Bilbao                | 3:2                               | Madrid FC              | Hipódromo de Madrid, Madrid               |
| 1904                                                     | 26. März 1904                             | Athletic Bilbao                | Keine Mannschaften angetreten     | Español de Madrid      | Tiro del Pichón, Madrid                   |
| 1905                                                     | 18. Apr. 1905                             | Madrid FC                      | 1:0                               | Athletic Bilbao        | Tiro del Pichón, Madrid                   |
| 1906                                                     | 10. Apr. 1906                             | Madrid FC                      | 4:1                               | Athletic Bilbao        | Hipódromo de Madrid, Madrid               |
| 1907                                                     | 30. März 1907                             | Madrid FC                      | 1:0                               | Vizcaya de Bilbao      | Hipódromo de Madrid, Madrid               |
| 1908                                                     | 12. Apr. 1908                             | Madrid FC                      | 2:1                               | Vigo Sporting          | Estadio de O’Donnell, Madrid              |
| 1909                                                     | 8. Apr. 1909                              | Club Ciclista de San Sebastián | 3:1                               | Español de Madrid      | Estadio de O’Donnell, Madrid              |
| 1910                                                     | 20. März 1910                             | Athletic Bilbao                | 1:0                               | Vasconia San Sebastián | Estadio Ondarreta, San Sebastián          |
| 1910                                                     | 26. Mai 1910                              | FC Barcelona                   | 3:2                               | Español de Madrid      | Tiro del Pichón, Madrid                   |
| 1911                                                     | 15. Apr. 1911                             | Athletic Bilbao                | 3:1                               | Español Barcelona      | Estadio Jolaseta, Getxo                   |
| 1912                                                     | 7. Apr. 1912                              | FC Barcelona                   | 2:0                               | Gimnástica Madrid      | Camp del Carrer Indústria, Barcelona      |
| 1913                                                     | 16. März 1913 17. März 1913 23. März 1913 | FC Barcelona                   | 2:2 0:0 2:1 (WS)                  | Real Sociedad          | Camp del Carrer Indústria, Barcelona      |
| 1913                                                     | 22. März 1913 23. März 1913               | Rácing de Irún                 | 2:2 n. V. 1:0 (WS)                | Athletic Bilbao        | Estadio de O’Donnell, Madrid              |
| 1914                                                     | 10. Mai 1914                              | Athletic Bilbao                | 2:1                               | FC Espanya             | Estadio Amute, Irun                       |
| 1915                                                     | 2. Mai 1915                               | Athletic Bilbao                | 5:0                               | Español Barcelona      | Estadio Amute, Irun                       |
| 1916                                                     | 7. Mai 1916                               | Athletic Bilbao                | 4:0                               | Madrid FC              | Camp del Carrer Indústria, Barcelona      |
| 1917                                                     | 13. Mai 1917 15. Mai 1917                 | Madrid FC                      | 0:0 n. V. 2:1 (WS)                | Arenas Club de Getxo   | Camp del Carrer Indústria, Barcelona      |
| 1918                                                     | 12. Mai 1918                              | Real Unión Irún                | 2:0                               | Madrid FC              | Estadio de O’Donnell, Madrid              |
| 1919                                                     | 18. Mai 1919                              | Arenas Club de Getxo           | 5:2 n. V.                         | FC Barcelona           | Estadio del Paseo Martínez Campos, Madrid |
| 1920                                                     | 2. Mai 1920                               | FC Barcelona                   | 2:0                               | Athletic Bilbao        | Estadio El Molinón, Gijón                 |
| 1921                                                     | 8. Mai 1921                               | Athletic Bilbao                | 4:1                               | Atlético Madrid        | Estadio San Mamés, Bilbao                 |
| 1922                                                     | 14. Mai 1922                              | FC Barcelona                   | 5:1                               | Real Unión Irún        | Estadio de Coia, Vigo                     |
| 1923                                                     | 13. Mai 1923                              | Athletic Bilbao                | 1:0                               | Europa Barcelona       | Camp de Les Corts, Barcelona              |
| 1924                                                     | 4. Mai 1924                               | Real Unión Irún                | 1:0                               | Real Madrid            | Estadio de Atocha, San Sebastián          |
| 1925                                                     | 10. Mai 1925                              | FC Barcelona                   | 2:0                               | Arenas Club de Getxo   | Estadio Reina Victoria, Sevilla           |
| 1926                                                     | 16. Mai 1926                              | FC Barcelona                   | 3:2 n. V.                         | Atlético Madrid        | Estadio Mestalla, Valencia                |
| 1927                                                     | 15. Mai 1927                              | Real Unión Irún                | 1:0 n. V.                         | Arenas Club de Getxo   | Estadio de Torrero, Saragossa             |
| 1928                                                     | 20. Mai 1928 22. Mai 1928 29. Juni 1928   | FC Barcelona                   | 1:1 n. V. 1:1 n. V. (WS) 3:1 (WS) | Real Sociedad          | Estadio El Sardinero, Santander           |
| 1929                                                     | 3. Feb. 1929                              | Español Barcelona              | 2:1                               | Real Madrid            | Estadio Mestalla, Valencia                |
| 1930                                                     | 1. Juni 1930                              | Athletic Bilbao                | 3:2 n. V.                         | Real Madrid            | Estadi Montjuïc, Barcelona                |
| 1931                                                     | 21. Juni 1931                             | Athletic Bilbao                | 3:1                               | Betis Sevilla          | Estadio de Chamartín, Madrid              |
| 1932                                                     | 19. Juni 1932                             | Athletic Bilbao                | 1:0                               | FC Barcelona           | Estadio de Chamartín, Madrid              |
| 1933                                                     | 25. Juni 1933                             | Athletic Bilbao                | 2:1                               | Madrid FC              | Estadi Montjuïc, Barcelona                |
| 1934                                                     | 6. Mai 1934                               | Madrid FC                      | 2:1                               | FC Valencia            | Estadi Montjuïc, Barcelona                |
| 1935                                                     | 30. Juni 1935                             | FC Sevilla                     | 3:0                               | CE Sabadell            | Estadio de Chamartín, Madrid              |
| 1936                                                     | 21. Juni 1936                             | Madrid FC                      | 2:1                               | FC Barcelona           | Estadio Mestalla, Valencia                |
| 1937                                                     | 18. Juli 1937                             | Levante FC                     | 1:0                               | FC Valencia            | Estadi Sarrià, Barcelona                  |
| 1938 keine Austragung wegen des Spanischen Bürgerkrieges |                                           |                                |                                   |                        |                                           |
| 1939                                                     | 25. Juni 1939                             | FC Sevilla                     | 6:2                               | Racing de Ferrol       | Estadi Montjuïc, Barcelona                |
| 1940                                                     | 30. Juni 1940                             | Español Barcelona              | 3:2 n. V.                         | Real Madrid            | Estadio de Vallecas, Madrid               |
| 1941                                                     | 29. Juni 1941                             | FC Valencia                    | 3:1                               | Español Barcelona      | Estadio de Chamartín, Madrid              |
| 1942                                                     | 21. Juni 1942                             | CF Barcelona                   | 4:3 n. V.                         | Atlético Bilbao        | Estadio de Chamartín, Madrid              |
| 1943                                                     | 20. Juni 1943                             | Atlético Bilbao                | 1:0 n. V.                         | Real Madrid            | Stadium Metropolitano, Madrid             |
| 1944                                                     | 25. Juni 1944                             | Atlético Bilbao                | 2:0                               | FC Valencia            | Estadi Montjuïc, Barcelona                |
| 1944/45                                                  | 24. Juni 1945                             | Atlético Bilbao                | 3:2                               | FC Valencia            | Estadi Montjuïc, Barcelona                |
| 1946                                                     | 9. Juni 1946                              | Real Madrid                    | 3:1                               | FC Valencia            | Estadi Montjuïc, Barcelona                |
| 1947                                                     | 22. Juni 1947                             | Real Madrid                    | 2:0 n. V.                         | Español Barcelona      | Estadio Riazor, A Coruña                  |
| 1947/48                                                  | 4. Juli 1948                              | FC Sevilla                     | 4:1                               | Celta Vigo             | Nuevo Estadio Chamartín, Madrid           |
| 1948/49                                                  | 29. Mai 1949                              | FC Valencia                    | 1:0                               | Atlético Bilbao        | Nuevo Estadio Chamartín, Madrid           |
| 1949/50                                                  | 28. Mai 1950                              | Atlético Bilbao                | 4:1 n. V.                         | Real Valladolid        | Nuevo Estadio Chamartín, Madrid           |
| 1951                                                     | 27. Mai 1951                              | CF Barcelona                   | 3:0                               | Real Sociedad          | Nuevo Estadio Chamartín, Madrid           |
| 1952                                                     | 25. Mai 1952                              | CF Barcelona                   | 4:2 n. V.                         | FC Valencia            | Nuevo Estadio Chamartín, Madrid           |
| 1952/53                                                  | 21. Juni 1953                             | CF Barcelona                   | 2:1                               | Atlético Bilbao        | Nuevo Estadio Chamartín, Madrid           |
| 1954                                                     | 20. Juni 1954                             | FC Valencia                    | 3:0                               | CF Barcelona           | Nuevo Estadio Chamartín, Madrid           |
| 1955                                                     | 5. Juni 1955                              | Atlético Bilbao                | 1:0                               | FC Sevilla             | Estadio Santiago Bernabéu, Madrid         |
| 1956                                                     | 24. Juni 1956                             | Atlético Bilbao                | 2:1                               | Atlético Madrid        | Estadio Santiago Bernabéu, Madrid         |
| 1957                                                     | 16. Juni 1957                             | CF Barcelona                   | 1:0                               | Español Barcelona      | Estadi Montjuïc, Barcelona                |
| 1958                                                     | 29. Juni 1958                             | Atlético Bilbao                | 2:0                               | Real Madrid            | Estadio Santiago Bernabéu, Madrid         |
| 1958/59                                                  | 21. Juni 1959                             | CF Barcelona                   | 4:1                               | FC Granada             | Estadio Santiago Bernabéu, Madrid         |
| 1959/60                                                  | 26. Juni 1960                             | Atlético Madrid                | 3:1                               | Real Madrid            | Estadio Santiago Bernabéu, Madrid         |
| 1960/61                                                  | 2. Juli 1961                              | Atlético Madrid                | 3:2                               | Real Madrid            | Estadio Santiago Bernabéu, Madrid         |
| 1961/62                                                  | 8. Juli 1962                              | Real Madrid                    | 2:1                               | FC Sevilla             | Estadio Santiago Bernabéu, Madrid         |
| 1962/63                                                  | 23. Juni 1963                             | CF Barcelona                   | 3:1                               | Real Saragossa         | Camp Nou, Barcelona                       |
| 1963/64                                                  | 5. Juli 1964                              | Real Saragossa                 | 2:1                               | Atlético Madrid        | Estadio Santiago Bernabéu, Madrid         |
| 1964/65                                                  | 4. Juli 1965                              | Atlético Madrid                | 1:0                               | Real Saragossa         | Estadio Santiago Bernabéu, Madrid         |
| 1965/66                                                  | 29. Mai 1966                              | Real Saragossa                 | 2:0                               | Atlético Bilbao        | Estadio Santiago Bernabéu, Madrid         |
| 1966/67                                                  | 2. Juli 1967                              | FC Valencia                    | 2:1                               | Atlético Bilbao        | Estadio Santiago Bernabéu, Madrid         |
| 1967/68                                                  | 11. Juli 1968                             | CF Barcelona                   | 1:0                               | Real Madrid            | Estadio Vicente Calderón, Madrid          |
| 1968/69                                                  | 15. Juni 1969                             | Atlético Bilbao                | 1:0                               | FC Elche               | Estadio Santiago Bernabéu, Madrid         |
| 1969/70                                                  | 28. Juni 1970                             | Real Madrid                    | 3:1                               | FC Valencia            | Camp Nou, Barcelona                       |
| 1970/71                                                  | 4. Juli 1971                              | CF Barcelona                   | 4:3 n. V.                         | FC Valencia            | Estadio Santiago Bernabéu, Madrid         |
| 1971/72                                                  | 8. Juli 1972                              | Atlético Madrid                | 2:1                               | FC Valencia            | Estadio Santiago Bernabéu, Madrid         |
| 1972/73                                                  | 29. Juni 1973                             | Atlético Bilbao                | 2:0                               | CD Castellón           | Estadio Vicente Calderón, Madrid          |
| 1973/74                                                  | 29. Juni 1974                             | Real Madrid                    | 4:0                               | FC Barcelona           | Estadio Vicente Calderón, Madrid          |
| 1974/75                                                  | 5. Juli 1975                              | Real Madrid                    | 0:0 n. V., 4:3 i. E.              | Atlético Madrid        | Estadio Vicente Calderón, Madrid          |
| 1975/76                                                  | 26. Juni 1976                             | Atlético Madrid                | 1:0                               | Real Saragossa         | Estadio Santiago Bernabéu, Madrid         |
| 1976/77                                                  | 25. Juni 1977                             | Betis Sevilla                  | 2:2 n. V., 8:7 i. E.              | Athletic Bilbao        | Estadio Vicente Calderón, Madrid          |
| 1977/78                                                  | 19. Apr. 1978                             | FC Barcelona                   | 3:1                               | UD Las Palmas          | Estadio Santiago Bernabéu, Madrid         |
| 1978/79                                                  | 30. Juni 1979                             | FC Valencia                    | 2:0                               | Real Madrid            | Estadio Vicente Calderón, Madrid          |
| 1979/80                                                  | 4. Juni 1980                              | Real Madrid                    | 6:1                               | FC Castilla            | Estadio Santiago Bernabéu, Madrid         |
| 1980/81                                                  | 18. Juni 1981                             | FC Barcelona                   | 3:1                               | Sporting Gijón         | Estadio Vicente Calderón, Madrid          |
| 1981/82                                                  | 13. Apr. 1982                             | Real Madrid                    | 2:1                               | Sporting Gijón         | Estadio José Zorrilla, Valladolid         |
| 1982/83                                                  | 4. Juni 1983                              | FC Barcelona                   | 2:1                               | Real Madrid            | Estadio La Romareda, Saragossa            |
| 1983/84                                                  | 5. Mai 1984                               | Athletic Bilbao                | 1:0                               | FC Barcelona           | Estadio Santiago Bernabéu, Madrid         |
| 1984/85                                                  | 30. Juni 1985                             | Atlético Madrid                | 2:1                               | Athletic Bilbao        | Estadio Santiago Bernabéu, Madrid         |
| 1985/86                                                  | 26. Apr. 1986                             | Real Saragossa                 | 1:0                               | FC Barcelona           | Estadio Vicente Calderón, Madrid          |
| 1986/87                                                  | 27. Juni 1987                             | Real Sociedad                  | 2:2 n. V., 4:2 i. E.              | Atlético Madrid        | Estadio La Romareda, Saragossa            |
| 1987/88                                                  | 30. März 1988                             | FC Barcelona                   | 1:0                               | Real Sociedad          | Estadio Santiago Bernabéu, Madrid         |
| 1988/89                                                  | 30. Juni 1989                             | Real Madrid                    | 1:0                               | Real Valladolid        | Estadio Vicente Calderón, Madrid          |
| 1989/90                                                  | 5. Apr. 1990                              | FC Barcelona                   | 2:0                               | Real Madrid            | Estadio Luis Casanova, Valencia           |
| 1990/91                                                  | 29. Juni 1991                             | Atlético Madrid                | 1:0 n. V.                         | RCD Mallorca           | Estadio Santiago Bernabéu, Madrid         |
| 1991/92                                                  | 27. Juni 1992                             | Atlético Madrid                | 2:0                               | Real Madrid            | Estadio Santiago Bernabéu, Madrid         |
| 1992/93                                                  | 26. Juni 1993                             | Real Madrid                    | 2:0                               | Real Saragossa         | Estadio Luis Casanova, Valencia           |
| 1993/94                                                  | 20. Apr. 1994                             | Real Saragossa                 | 0:0 n. V., 5:4 i. E.              | Celta Vigo             | Estadio Vicente Calderón, Madrid          |
| 1994/95                                                  | 24. Juni 1995                             | Deportivo La Coruña            | 2:1                               | FC Valencia            | Estadio Santiago Bernabéu, Madrid         |
| 1995/96                                                  | 10. Apr. 1996                             | Atlético Madrid                | 1:0 n. V.                         | FC Barcelona           | Estadio La Romareda, Saragossa            |
| 1996/97                                                  | 28. Juni 1997                             | FC Barcelona                   | 3:2 n. V.                         | Betis Sevilla          | Estadio Santiago Bernabéu, Madrid         |
| 1997/98                                                  | 29. Apr. 1998                             | FC Barcelona                   | 1:1 n. V., 5:4 i. E.              | RCD Mallorca           | Estadio Mestalla, Valencia                |
| 1998/99                                                  | 26. Juni 1999                             | FC Valencia                    | 3:0                               | Atlético Madrid        | Estadio Olímpico de Sevilla, Sevilla      |
| 1999/2000                                                | 27. Mai 2000                              | Espanyol Barcelona             | 2:1                               | Atlético Madrid        | Estadio Mestalla, Valencia                |
| 2000/01                                                  | 30. Juni 2001                             | Real Saragossa                 | 3:1                               | Celta Vigo             | Estadio Olímpico de Sevilla, Sevilla      |
| 2001/02                                                  | 6. März 2002                              | Deportivo La Coruña            | 2:1                               | Real Madrid            | Estadio Santiago Bernabéu, Madrid         |
| 2002/03                                                  | 28. Juni 2003                             | RCD Mallorca                   | 3:0                               | Recreativo Huelva      | Estadio Manuel Martínez Valero, Elche     |
| 2003/04                                                  | 17. März 2004                             | Real Saragossa                 | 3:2 n. V.                         | Real Madrid            | Estadi Olímpic Lluís Companys, Barcelona  |
| 2004/05                                                  | 11. Juni 2005                             | Betis Sevilla                  | 2:1 n. V.                         | CA Osasuna             | Estadio Vicente Calderón, Madrid          |
| 2005/06                                                  | 12. Apr. 2006                             | Espanyol Barcelona             | 4:1                               | Real Saragossa         | Estadio Santiago Bernabéu, Madrid         |
| 2006/07                                                  | 23. Juni 2007                             | FC Sevilla                     | 1:0                               | FC Getafe              | Estadio Santiago Bernabéu, Madrid         |
| 2007/08                                                  | 16. Apr. 2008                             | FC Valencia                    | 3:1                               | FC Getafe              | Estadio Vicente Calderón, Madrid          |
| 2008/09                                                  | 13. Mai 2009                              | FC Barcelona                   | 4:1                               | Athletic Bilbao        | Estadio Mestalla, Valencia                |
| 2009/10                                                  | 19. Mai 2010                              | FC Sevilla                     | 2:0                               | Atlético Madrid        | Camp Nou, Barcelona                       |
| 2010/11                                                  | 20. Apr. 2011                             | Real Madrid                    | 1:0 n. V.                         | FC Barcelona           | Estadio Mestalla, Valencia                |
| 2011/12                                                  | 25. Mai 2012                              | FC Barcelona                   | 3:0                               | Athletic Bilbao        | Estadio Vicente Calderón, Madrid          |
| 2012/13                                                  | 17. Mai 2013                              | Atlético Madrid                | 2:1 n. V.                         | Real Madrid            | Estadio Santiago Bernabéu, Madrid         |
| 2013/14                                                  | 16. Apr. 2014                             | Real Madrid                    | 2:1                               | FC Barcelona           | Estadio Mestalla, Valencia                |
| 2014/15                                                  | 30. Mai 2015                              | FC Barcelona                   | 3:1                               | Athletic Bilbao        | Camp Nou, Barcelona                       |
| 2015/16                                                  | 22. Mai 2016                              | FC Barcelona                   | 2:0 n. V.                         | FC Sevilla             | Estadio Vicente Calderón, Madrid          |
| 2016/17                                                  | 27. Mai 2017                              | FC Barcelona                   | 3:1                               | Deportivo Alavés       | Estadio Vicente Calderón, Madrid          |
| 2017/18                                                  | 21. Apr. 2018                             | FC Barcelona                   | 5:0                               | FC Sevilla             | Estadio Metropolitano, Madrid             |
| 2018/19                                                  | 25. Mai 2019                              | FC Valencia                    | 2:1                               | FC Barcelona           | Estadio Benito Villamarín, Sevilla        |
| 2019/20                                                  | 3. Apr. 2021                              | Real Sociedad                  | 1:0                               | Athletic Bilbao        | Olympiastadion Sevilla, Sevilla           |
| 2020/21                                                  | 17. Apr. 2021                             | FC Barcelona                   | 4:0                               | Athletic Bilbao        | Olympiastadion Sevilla, Sevilla           |
| 2021/22                                                  | 23. Apr. 2022                             | Betis Sevilla                  | 1:1 n. V., 5:4 i. E.              | FC Valencia            | Olympiastadion Sevilla, Sevilla           |
| 2022/23                                                  | 6. Mai 2023                               | Real Madrid                    | 2:1                               | CA Osasuna             | Olympiastadion Sevilla, Sevilla           |
| 2023/24                                                  | 6. Apr. 2024                              | Athletic Bilbao                | 1:1 n. V., 4:2 i. E.              | RCD Mallorca           | Olympiastadion Sevilla, Sevilla           |
| 2024/25                                                  | 26. Apr. 2025                             | FC Barcelona                   | 3:2 n. V.                         | Real Madrid            | Olympiastadion Sevilla, Sevilla           |

### Rangliste der Sieger und Finalisten
| Verein               | Siege | Jahr(e) | Nied. |
| -------------------- | ----- | --- | ----- |
| FC Barcelona         | 32    | 1910, 1912, 1913, 1920, 1922, 1925, 1926, 1928, 1942, 1951, 1952, 1953, 1957, 1959, 1963, 1968, 1971, 1978, 1981, 1983, 1988, 1990, 1997, 1998, 2009, 2012, 2015, 2016, 2017, 2018, 2021, 2025 | 11    |
| Athletic Bilbao      | 24    | 1903, 1904, 1910, 1911, 1914, 1915, 1916, 1921, 1923, 1930, 1931, 1932, 1933, 1943, 1944, 1945, 1950, 1955, 1956, 1958, 1969, 1973, 1984, 2024                                                 | 17    |
| Real Madrid          | 20    | 1905, 1906, 1907, 1908, 1917, 1934, 1936, 1946, 1947, 1962, 1970, 1974, 1975, 1980, 1982, 1989, 1993, 2011, 2014, 2023                                                                         | 21    |
| Atlético Madrid      | 10    | 1960, 1961, 1965, 1972, 1976, 1985, 1991, 1992, 1996, 2013 | 9     |
| FC Valencia          | 8     | 1941, 1949, 1954, 1967, 1979, 1999, 2008, 2019 | 11    |
| Real Saragossa       | 6     | 1964, 1966, 1986, 1994, 2001, 2004 | 5     |
| FC Sevilla           | 5     | 1935, 1939, 1948, 2007, 2010 | 4     |
| Espanyol Barcelona   | 4     | 1929, 1940, 2000, 2006 | 5     |
| Real Unión Irún      | 4     | 1913, 1918, 1924, 1927 | 1     |
| Real Sociedad        | 3     | 1909, 1987, 2020 | 5     |
| Betis Sevilla        | 3     | 1977, 2005, 2022 | 2     |
| Deportivo La Coruña  | 2     | 1995, 2002 | –     |
| Arenas Club de Getxo | 1     | 1919 | 3     |
| RCD Mallorca         | 1     | 2003 | 3     |
| Levante FC           | 1     | 1937 | –     |
| Celta Vigo           | –     | | 4     |
| Español de Madrid    | –     | | 3     |
| Real Valladolid      | –     | | 2     |
| FC Getafe            | –     | | 2     |
| CA Osasuna           | –     | | 2     |
| Sporting Gijón       | –     | | 1     |
| Gimnástica Madrid    | –     | | 1     |
| FC Espanya           | –     | | 1     |
| Europa Barcelona     | –     | | 1     |
| CE Sabadell          | –     | | 1     |
| Racing de Ferrol     | –     | | 1     |
| FC Granada           | –     | | 1     |
| FC Elche             | –     | | 1     |
| CD Castellón         | –     | | 1     |
| UD Las Palmas        | –     | | 1     |
| Castilla CF          | –     | | 1     |
| Recreativo Huelva    | –     | | 1     |
| Deportivo Alavés     | –     | | 1     |
| Gesamt               | 122   | | 122   |

- 1910 und 1913 wurden je zwei Wettbewerbe ausgetragen.

## Rekordspieler
| Rang | Nat.    | Spieler              | Jahre     | Verein(e) / Spiele                                                              | Spiele |
| ---- | ------- | -------------------- | --------- | ------------------------------------------------------------------------------- | ------ |
| 1    | Spanien | Andoni Zubizarreta   | 1980–1998 | Athletic Bilbao (46), FC Barcelona (32), FC Valencia (26), Deportivo Alavés (4) | 108    |
| 2    | Spanien | Joaquín              | 1975–1992 | Sporting Gijón (99), Sporting Gijón B (6)                                       | 105    |
| 3    | Spanien | José Ángel Iribar    | 1961–1979 | Athletic Bilbao (93), CD Baskonia (8)                                           | 101    |
| 4    | Spanien | Agustín Gaínza       | 1939–1959 | Athletic Bilbao                                                                 | 99     |
| 5    | Spanien | Manuel Mesa          | 1972–1991 | Sporting Gijón (79), Real Balompédica Linense (11), Deportivo Xerez (8)         | 98     |
| 6    | Spanien | Manuel Jiménez Abalo | 1977–1992 | Sporting Gijón (86), Real Burgos (6), Sporting Gijón B (4)                      | 96     |
| 7    | Spanien | Luis Arconada        | 1976–1989 | Real Sociedad                                                                   | 92     |
| 8    | Spanien | Roberto López Ufarte | 1974–1989 | Real Sociedad (76), Atlético Madrid (6), Betis Sevilla (4), Real Unión Irún (4) | 90     |
|      | Spanien | Alberto Górriz       | 1979–1993 | Real Sociedad                                                                   | 90     |
|      | Spanien | José Ramón Esnaola   | 1965–1985 | Betis Sevilla (64), Real Sociedad (26)                                          | 90     |
|      | Spanien | Francisco Buyo       | 1976–1996 | Real Madrid (44), FC Sevilla (35), Deportivo La Coruña (8), SD Huesca (3)       | 90     |

## Rekordtorschützen
| Rang | Nat.                            | Spieler             | Jahre     | Verein(e) / Tore                                             | Tore (Spiele) |
| ---- | ------------------------------- | ------------------- | --------- | ------------------------------------------------------------ | ------------- |
| 1    | Spanien                         | Zarra               | 1939–1957 | Athletic Bilbao                                              | 81 (74)       |
| 2    | Spanien                         | Josep Samitier      | 1919–1934 | FC Barcelona (65), Real Madrid (5)                           | 70 (83)       |
| 3    | Spanien                         | Guillermo Gorostiza | 1929–1946 | Athletic Bilbao (37), FC Valencia (24), Racing de Ferrol (3) | 64 (83)       |
| 4    | Argentinien                     | Lionel Messi        | 2004–2021 | FC Barcelona                                                 | 56 (80)       |
| 5    | Spanien                         | Mundo               | 1939–1950 | FC Valencia                                                  | 54 (63)       |
| 6    | Spanien                         | Ramón Polo          | 1921–1935 | Celta Vigo                                                   | 53 (65)       |
| 7    | Spanien                         | Quini               | 1968–1987 | Sporting Gijón (36), FC Barcelona (14)                       | 50 (80)       |
| 8    | Ungarn                          | Ferenc Puskás       | 1958–1962 | Real Madrid                                                  | 49 (41)       |
|      | Ungarn Tschechoslowakei Spanien | László Kubala       | 1951–1965 | FC Barcelona                                                 | 49 (52)       |
|      | Spanien                         | Santillana          | 1970–1988 | Real Madrid                                                  | 49 (85)       |